# (6986) Asamayama
(6986) Asamayama est un astéroïde de la ceinture principale.

## Description
(6986) Asamayama est un astéroïde de la ceinture principale. Il fut découvert le 24 novembre 1994 à Oizumi par Takao Kobayashi. Il présente une orbite caractérisée par un demi-grand axe de 2,93 UA, une excentricité de 0,06 et une inclinaison de 2,3° par rapport à l'écliptique.

## Compléments